# Mineralogiemuseum
Het Mineralogiemuseum, ook wel Mineralogie- en Geologiemuseum (Frans: Musée de minéralogie / et géologie), is een museum in Elsene in het Brussels Hoofdstedelijk Gewest.
Het is gericht op studenten van de faculteit voor aardwetenschap en natuurlijke omgeving (Frans: Sciences de la Terre et de l’Environnement, DSTE) van de Université libre de Bruxelles. Het is gevestigd op de vijfde etage van Gebouw D op de Solbos-campus.
Het heeft een grote collectie stenen, fossielen, mineralen en kristallen die uit de hele wereld afkomstig zijn. Naast een speciale vitrine over België is er een deelcollectie afkomstig uit Congo-Kinshasa. Deze stukken staan bekend om hun kobalt- en koperafzettingen. De vitrines staan in volgorde opgesteld, waarbij rekening is gehouden met de classificatie van Strunz en James Dwight Dana.